# Nicola Rossi-Lemeni
Nicola Rossi-Lemeni (né le 6 novembre 1920 à Constantinople, Empire ottoman et mort le 12 mars 1991 à Bloomington, Indiana) est une basse italienne, l'une des principales figures de la scène lyrique de l'après-guerre (1939-1945).

## Biographie
Né d'un père italien et d'une mère russe, Rossi-Lemeni est élevé en Italie, où il étudie d'abord le droit, puis le chant avec sa mère, et plus tard avec Casinuti à Vérone. Il débute à Venise en 1946, dans le rôle de Varlaam dans Boris Godounov, qui sera aussi le rôle de ses débuts à La Scala de Milan en 1947.
Il chante alors dans toute l'Italie et s'impose dans un vaste répertoire allant des œuvres baroques aux œuvres contemporaines (de Giulio Cesare de Haendel à Meurtre dans la cathédrale de Pizzetti, qu'il crée en 1958), mais laisse surtout sa marque dans les opéras de Bellini (Norma, I puritani) et Verdi (La forza del destino, Don Carlos, Aida), mais aussi les emplois bouffes des opéras de Rossini (L'italiana in Algeri, Il turco in Italia) et Donizetti (L'elisir d'amore, Don Pasquale), ainsi que les opéras de Cimarosa et Mozart, sans oublier les trois Mephisto (Berlioz, Gounod, Boito) et le rôle-titre de Boris Godounov. Il participe en avril 1957 à la reprise d'Anna Bolena (Donizetti) à La Scala, aux côtés de Maria Callas.
Il entame rapidement une carrière internationale avec des débuts à Buenos Aires (1951), San Francisco (1951), Londres (1952), New York (1953), Chicago (1954), Paris (1954), Monte-Carlo (1955), etc.
D'abord marié à la fille de Tullio Serafin, qui fut son mentor au début de sa carrière, il épouse en secondes noces la soprano Virginia Zeani, avec laquelle il enseignera à l'Université de Bloomington, après leur retrait de la scène.

## Discographie sélective
- 1953 - I puritani - Maria Callas, Giuseppe Di Stefano, Rolando Panerai, Nicola Rossi-Lemeni - Chœur et orchestre de La Scala, Tullio Serafin (EMI)
- 1954 - Norma - Maria Callas, Ebe Stignani, Mario Filippeschi, Nicola Rossi-Lemeni - Chœur et orchestre de La Scala, Tullio Serafin (EMI)
- 1957 - Anna Bolena - Maria Callas, Giulietta Simionato, Gianni Raimondi, Nicola Rossi-Lemeni - Chœur et orchestre de La Scala, Gianandrea Gavazzeni (EMI)